# Accrington
Accrington is een plaats in het bestuurlijke gebied Hyndburn, in het Engelse graafschap Lancashire. De plaats telt 35.203 inwoners.

## Sport
In Accrington bevinden zich:
- een voetbalclub (Accrington Stanley FC), actief in de League Two en spelend in de Crown Ground
- een cricketclub (Accrington Cricket Club), spelend op Thorneyholme Road.
Van 1876 tot 1896 speelde op Thorneyholme Road ook een voetbalclub, Accrington FC, een van de stichtende leden van de Engelse voetbalcompetitie. Deze club hield echter op te bestaan na sportieve en financiële problemen.

## Geboren in Accrington
- Joyce Haworth (1890-1968), violiste
- Harrison Birtwistle (1934-2022), componist
- Alan Ramsbottom (1936), wielrenner
- Jon Anderson (1944), zanger (Yes)
- David Lloyd (1947), cricketer, umpire, coach en commentator
- Graeme Fowler (1957) cricketer, commentator en coach